# Omar Richards
Omar Tyrell Crawford Richards, né le 15 février 1998 à Lewisham en Angleterre, est un footballeur anglais qui évolue au poste d'arrière gauche à Nottingham Forest.

## Biographie

### En club
Le 5 août 2017, Omar Richards fait ses débuts professionnels avec le Reading FC lors d'un match de D2 anglaise contre les Queens Park Rangers. Il inscrit deux buts en deuxième division cette saison-là, sur la pelouse de Nottingham Forest, puis lors de la réception de Sheffield United.
Le 27 mai 2021, Il rejoint le Bayern Munich. Avec eux, le 18 août 2021, il gagne la Supercoupe d'Allemagne, ce qui fait de cette coupe, son premier trophée majeur.  
Le 10 juillet 2022, il s'engage jusqu'en juin 2026 avec Nottingham Forest. Le club a déboursé 10 M€ pour le faire revenir en Angleterre.  

### En sélection
Le 11 octobre 2019, il honore sa première sélection avec l'équipe Angleterre espoirs à l'occasion d'une rencontre contre la Slovénie (2-2).

## Statistiques
| Saison                | Club                  | Championnat           | Championnat | Championnat | Coupe nationale | Coupe nationale | Coupe de la Ligue | Coupe de la Ligue | Compétition(s) continentale(s) | Compétition(s) continentale(s) | Compétition(s) continentale(s) | Total | Total |
| Saison                | Club                  | Division              | M.          | B.          | M.              | B.              | M.                | B.                | Comp.                          | M.                             | B.                             | M.    | B.    |
| 2017-2018             | Reading FC            | Championship          | 13          | 2           | 2               | 0               | 1                 | 0                 | -                              | -                              | -                              | 16    | 2     |
| 2018-2019             | Reading FC            | Championship          | 10          | 0           | 1               | 0               | 1                 | 0                 | -                              | -                              | -                              | 12    | 0     |
| 2019-2020             | Reading FC            | Championship          | 28          | 0           | 4               | 1               | 2                 | 0                 | -                              | -                              | -                              | 34    | 1     |
| 2020-2021             | Reading FC            | Championship          | 41          | 0           | -               | -               | 1                 | 0                 | -                              | -                              | -                              | 42    | 0     |
| Sous-total            | Sous-total            | Sous-total            | 92          | 2           | 7               | 1               | 5                 | 0                 | -                              | -                              | -                              | 104   | 3     |
| 2021-2022             | Bayern Munich         | Bundesliga            | 12          | 0           | 1               | 0               | -                 | -                 | C1                             | 4                              | 0                              | 17    | 0     |
| Sous-total            | Sous-total            | Sous-total            | 12          | 0           | 1               | 0               | 0                 | 0                 | -                              | 4                              | 0                              | 17    | 0     |
| 2023-2024             | Olympiakós (prêt)     | Superleague           | -           | -           | -               | -               | -                 | -                 | C3                             | -                              | -                              | 0     | 0     |
| Total sur la carrière | Total sur la carrière | Total sur la carrière | 104         | 2           | 8               | 1               | 5                 | 0                 | -                              | 4                              | 0                              | 121   | 3     |

## Palmarès
Bayern Munich
- Championnat d'Allemagne (1) :
  - Vainqueur : 2022